# Phypia albipennis
Phypia albipennis är en insektsart som först beskrevs av Stsl 1855.  Phypia albipennis ingår i släktet Phypia och familjen vedstritar. Inga underarter finns listade i Catalogue of Life.